# Eurysternus truncus
Eurysternus truncus är en skalbaggsart som beskrevs av François Génier 2009. Eurysternus truncus ingår i släktet Eurysternus och familjen bladhorningar. Inga underarter finns listade i Catalogue of Life.